# Lourdes Contreras
Lourdes Contreras (Santiago, 1945) es una activista feminista dominicana, coordinadora del Centro de Estudios de Género del Instituto Tecnológico de Santo Domingo (CEG-INTEC), hasta 2019, y portavoz de la Coalición por los Derechos y la Vida de las Mujeres.

## Trayectoria
Contreras es hija de Ana Mercedes Pérez, perteneciente a la Unión Cívica Nacional que luchó contra la dictadura de Rafael Leónidas Trujillo, y de Darío Contreras. Es la mayor de cinco hermanas.Comprometida con la lucha estudiantil, formó parte de la Federación de Estudiantes Secundarios de Santiago, fue dirigente de Fragua, grupo de izquierda revolucionaria, ingresando en 1962 en la Federación de Mujeres de dicho colectivo, y militó en el Movimiento Revolucionario 14 de Junio.
Estudió en la Universidad Autónoma de Santo Domingo, licenciándose, en 1964, en la Facultad de Filosofía y Letras, mención Historia y Literatura.Realizó el máster en Género y Desarrollo y Postgrado en Relaciones Internacionales en la Cuenca del Caribe.
En 1967 se casó con Narciso Isa Conde, secretario general del Partido Comunista Dominicano, que también estuvo vinculado a Fragua y al Movimiento Revolucionario 14 de Junio, con el que tuvo tres hijos. En este periodo da clases en la universidad y en el Instituto Greck. En el año 1970 la familia se exilia, pasando un año en Moscú y otros dos en diversas capitales europeas, para volver de nuevo al país en 1973.
A partir de 1978, con la llegada al poder del Partido Revolucionario Dominicano en las primeras elecciones libres desde 1962, la situación se normaliza y la carrera de Contreras se centra en la lucha por los derechos de las mujeres. Como Coordinadora de Estudios de Género de INTEC, una instancia del Instituto Tecnológico especializada en el impulso de transformaciones culturales, políticas y sociales, promovió la incorporación de la perspectiva de género en la investigación, la educación superior y las políticas públicas.Implicada en la denuncia de acciones legislativas que supongan un retroceso para los derechos de las mujeres, como la propuesta de redacción para los artículos relacionados con la penalización del aborto,y en fomentar medidas para evitar feminicidios y luchar contra la violencia machista.
En el año 2009, cuando realizaba un viaje a Jamaica donde iba a ofrecer una conferencia sobre género y gobernabilidad, en una escala del vuelo en Miami, fue detenida y deportada desde Estados Unidos por supuestos vínculos con terroristas de su marido.

## Reconocimientos
En 2016 recibió el Premio Minerva, dentro de la categoría Impacto Social, por la influencia que ejerce dentro de la sociedad dominicana en el ámbito de los derechos de las mujeres.
En 2017, junto a otras cinco mujeres del INTEC, fue seleccionada por la revista Forbes en el listado de las 50 mujeres más poderosas de República Dominicana para una edición especial de dicho medio.